# Морське нафтове родовище Дос Куадрас
Морське нафтове родовище Дос-Куадрас — це велике родовище нафти та газу в протоці Санта-Барбара приблизно в тринадцяти кілометрах на південний схід від Санта-Барбара, Каліфорнія. Відкрите в 1968 році, із сукупним видобутком понад 260 мільйонів барелів нафти, це 24-е за величиною нафтове родовище в Каліфорнії та прилеглих водах. Оскільки це поле знаходиться в Тихому океані за межами 5 кілометрової межі припливних земель, це орендована місцевість, яке регулюється Міністерством внутрішніх справ США, а не Департаментом охорони природи Каліфорнії. Воно повністю виробляється з чотирьох бурових і видобувних платформ у каналі, якими з 2009 року керувала приватна фірма Dos Cuadras Offshore Resources (DCOR), LLC, що базується в Вентурі. Вибух біля однієї з цих платформ – платформи A Unocal – був відповідальним за розлив нафти в Санта-Барбарі в 1969 році, який був сформованим для сучасного екологічного руху, і сприяв ухваленню Закону про національну екологічну політику.

## Налаштування

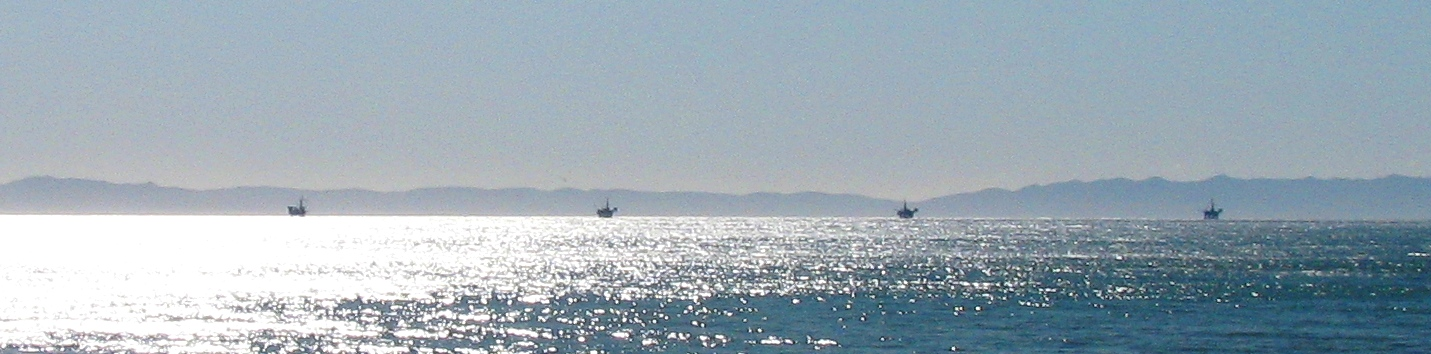
Чотири платформи видобутку з родовища Дос Куадрас, вид з Саммерленда, Каліфорнія. Вони розташовані в порядку зліва направо: платформи Hillhouse, "A", "B" і "C". Острів Санта-Круз на задньому плані.

Родовище Дос-Куадрас є одним із багатьох під океанським дном у шельфах Південної Каліфорнії, більшість з яких було відкрито в 1960-х і 1970-х роках. Усе поле знаходиться за межами 5 кілометрової географічної межі, тому воно підпорядковується уряду США, а не Каліфорнії. Чотири платформи розташовані в лінію, що йде зі сходу на захід, на відстані 800 метрів один від одного, з платформою Hillhouse на сході, а платформами "A", "B" і "C" на заході.
Пара підводних трубопроводів, один для нафти і один для газу, з'єднує чотири платформи з берегом поблизу Ла-Кончіти. Нафта і газ, що видобуваються на родовищі Дос-Куадрас, закачуються приблизно в 19 кілометрах на схід до заводу з переробки нафти і газу Рінкон на вершині пагорба, що прилягає до нафтового родовища Рінкон, приблизно в півтора кілометрах на південний схід від Ла-Кончіти. Звідти нафта йде вниз до Вентури по трубопроводу М-143 до насосної станції Вентура, а потім до нафтопереробних заводів Лос-Анджелеса по трубопроводу TOSCO в долині річки Санта-Клара.
Дно океану відносно плоске поблизу родовища, і всі платформи знаходяться на глибині приблизно 190 футів.

## Геологія
Родовище Дос-Куадрас являє собою антиклінальну структуру з розломами, яка занурюється з обох кінців, утворюючи тим самим ідеальну пастку для накопичення вуглеводнів. Це частина більшої антиклінальної тенденції Рінкон, яка включає морське нафтове родовище Карпінтерія на сході, а також родовища Рінкон, Сан-Мігеліто та Вентура на суші. Нафта зустрічається у двох формаціях: формації Піко пліоценового віку та нижній міоценовій формації Санта-Маргарита. На сьогоднішній день найпродуктивнішою є частина Репетто-Сендс у формації Піко. Лише одна свердловина видобула з Санта-Маргарити; всі інші знаходяться в пісках Репетто.
Блок Repetto Sands складається з шарів аргіллитів, алевролітів і сланців, і через його середовище осадження загальний розмір зерен і пористість збільшуються на схід. Це та сама формація, яка є високопродуктивною на нафтових родовищах басейну Лос-Анджелеса, таких як родовища Солт-Лейк і Беверлі-Хіллз, де вона також згорнута в антиклінальні пастки. На родовищі Дос Куадрас нафтоносні товщі знаходяться на глибинах від 500 до 4200 футів нижче дна моря, а окремі товщі розділені непроникними шарами сланцевого матеріалу.
Нафта з родовища має середню вагу API 25 з діапазоном від 18 до 34, що класифікується як нафта середнього сорту. Пластовий тиск починався з 750 фунтів на квадратний дюйм, достатнього для легкої перекачування в перші роки розробки родовища.